# 板橋交通公園
板橋交通公園（いたばしこうつうこうえん）は、東京都板橋区大山西町21-1に所在する交通公園である。

## 概要
交通安全教育のために1968年（昭和43年）に開設された。自転車（補助輪付き含む）、三輪車、ゴーカートの貸し出しがある。

### 静態保存車両
園内にはかつての都電および都営バス車両が保存されており、車両内部の見学ができる。
都バス
いすゞ自動車製BU04V、G-C457号車。1975年式。
都電
東京都交通局7500形の7508号車。1962年（昭和37年）製造、青山車庫に配属されて6系統・渋谷駅－新橋駅、9系統・渋谷駅－水天宮前－浜町中ノ橋などに使用された後、1968年荒川車庫に転属、27系統・三ノ輪橋－赤羽、32系統・荒川車庫前－早稲田で使用された。荒川線一本化後の1986年に廃車。都電志村線（18系統・41系統）での営業運転実績はない。廃車当時のアイボリー地に青帯、ワンマン化改造済状態で保存されている。

## アクセス
- 東武東上本線大山駅下車、徒歩12分
- 東京メトロ有楽町線千川駅下車、徒歩16分
- 開園時間は、9時〜16時で、休園日は毎週月曜（祝日の場合は直後の平日に振替）、12月28日〜1月4日